# Frank Sherwin Bridge
Die Frank Sherwin Bridge (irisch Droichead Phroinsias Uí Shearbháin) ist eine 1982 eröffnete Straßenbrücke über den Fluss Liffey in Dublin, Irland. Sie ist nach dem Politiker Frank Sherwin benannt.

## Lage
Die Brücke liegt westlich vom historischen Stadtzentrum beim Bahnhof Heuston und verbindet die St. John’s Road, sowie die südliche Uferstraße Victoria Quay mit der nördlichen Uferstraße Wolfe Tone Quay. Auf der Brücke ist Einbahnverkehr, alle vier Fahrstreifen führen nach Norden.

## Geschichte
Die Frank Sherwin Bridge wurde zur Verkehrsentlastung gebaut, nachdem es zu immer mehr Staus entlang den Uferstraßen des Liffey gekommen war, im Besonderen, nachdem die Seán Heuston Bridge für den Schwerverkehr gesperrt wurde. Die Dringlichkeit des Brückenbaus war so groß, dass die Umsetzung des Projektes sehr schnell erfolgte. 1977 wurde eine neue Brücke 65 Meter östlich der Seán Heuston Bridge vorgeschlagen, Baubeginn war 1980. Mit der Eröffnung im August 1982 wurde die Verkehrsführung in der Innenstadt stark geändert.